# Christopher C. Miller
Christopher Charles Miller (Platteville, 15 ottobre 1965) è un politico ed ex militare statunitense, segretario della Difesa degli Stati Uniti ad interim dal 9 novembre 2020 al 20 gennaio 2021.
Dal 10 agosto al 9 novembre 2020 è stato direttore del National Counterterrorism Center.
Nel 2023 ha partecipato al Forum delle Nazioni Libere della Post-Russia.